# Loligo opalescens
Loligo opalescens is een soort in de taxonomische indeling van de inktvissen, een klasse dieren die tot de stam der weekdieren (Mollusca) behoort. De inktvis komt uit het geslacht Loligo en behoort tot de familie Loliginidae. Loligo opalescens werd in 1911 beschreven door Berry.

## Leefwijze
Deze tot 20 cm lange inktvis komt enkel in zout water voor en is in staat om van kleur te veranderen. Hij beweegt zich voort door water in zijn mantel te pompen en het er via de sifon weer krachtig uit te persen of met golvende bewegingen van zijn vinzomen. De inktvis is een carnivoor en zijn voedsel bestaat voornamelijk uit vis, krabben, kreeften en weekdieren die ze met de zuignappen op hun grijparmen vangen.

## Verspreiding en leefgebied
Deze soort komt voor in de Grote Oceaan